# Hate Crew Deathroll
Hate Crew Deathroll – czwarty album studyjny zespołu Children of Bodom wydany w 2003 roku. Jest on uważany zarówno przez twórców jak i fanów za największe osiągnięcie zespołu.    

## Lista utworów
1. "Needled 24/7" (muz. Laiho, sł. Laiho) – 4:08
2. "Sixpounder" (muz. Laiho, sł. Laiho) – 3:24
3. "Chokehold (Cocked 'n' Loaded)" (muz. Laiho, sł. Laiho, H.T.Blacksmith, Kuoppala) – 4:12
4. "Bodom Beach Terror" (muz. Laiho, sł. Laiho) – 4:35
5. "Angels Don't Kill" (muz. Laiho, sł. Laiho) – 5:13
6. "Triple Corpse Hammerblow" (muz. Laiho, sł. Laiho) – 4:06
7. "You're Better Off Dead" (muz. Laiho, sł. Laiho) – 4:11
8. "Lil' Bloodred Ridin' Hood" (muz. Laiho, Kuoppala, sł. Laiho) – 3:24
9. "Hate Crew Deathroll" (muz. Laiho, sł. Laiho) – 3:38

## Twórcy
- Alexi "Wildchild" Laiho - śpiew, gitara
- Alexander Kuoppala - gitara
- Henkka T. Blacksmith - gitara basowa
- Janne Warman - keyboard
- Jaska W. Raatikainen - perkusja
- Anssi "Borat" Kippo - realizacja
- Anssi "Vinksi" - produkcja muzyczna
- Mikko Karmila - miksowanie (Finnvox)
- Count Jussila - mastering (Finnvox)
- Sami "Emperor" Saramäki (King Design) - okładka
- Toni "Häkä" Härkönen - zdjęcia